# 競輪場外車券売場

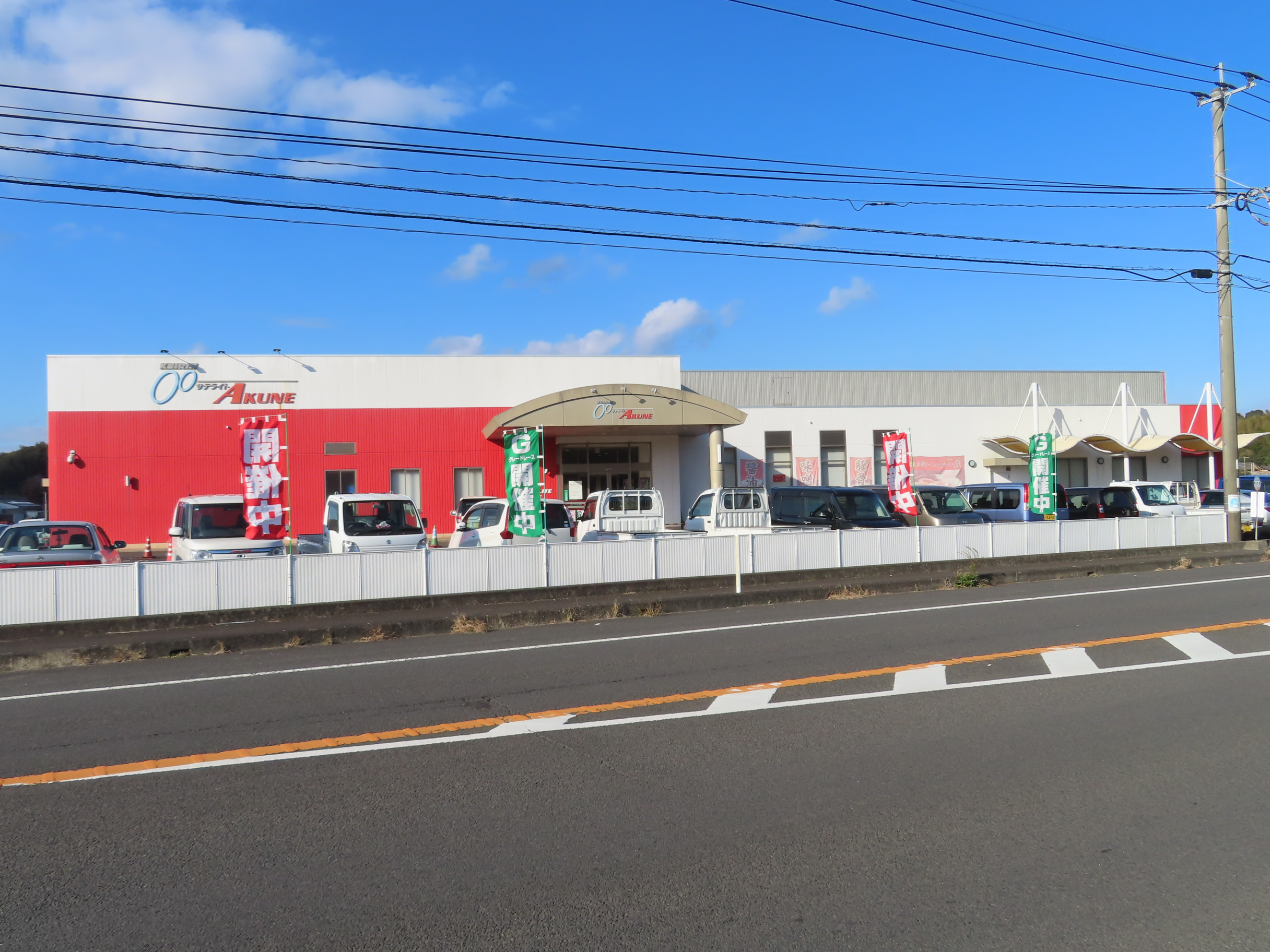
競輪場外車券売場の例（サテライト阿久根）

競輪場外車券売場（けいりんじょうがいしゃけんうりば）とは、競輪が開催されている競輪場以外で車券を発売するための施設である。
本項では競輪と同じくJKAが統括するオートレースの車券を発売するオートレース場外車券売場（オートレースじょうがいしゃけんうりば）についても記述する。

## 競輪
競輪場外車券売場（以下競輪場外）は、かつては主催者にあたる自治体が設置した専用場外という施設がほとんどであったが、現在は主催者にかかわらず各場の車券を販売する独立場外売場という施設が大半でサテライトという愛称が付けられることが多い。
競輪場外では、TIPSTAR DOME CHIBAで行われている250競走「PIST6」の車券は一切取り扱っていない（投票は「PIST6公式投票サービス」及び「TIPSTAR」のみのインターネット投票で取り扱い、ただし一部のサテライトではレース中継及びインターネット会員登録案内を実施）。なお、一部の競輪場外ではミッドナイト競輪の前売り車券を発売しているところもある。

### 競輪場外一覧
施設または併設施設の太字が本施設としての名称。地区別は競輪場の項目と同じ区分。
| 施設名                             | 所在地               | メイン発売場         | 併設施設                                                                       | 備考 |
| ---------------------------------- | -------------------- | -------------------- | ------------------------------------------------------------------------------ | --- |
| 北日本                             |                      |                      |                                                                                | |
| サテライト札幌                     | 北海道札幌市中央区   | 函館                 | Aiba札幌中央（競馬）                                                           | [ 1 ] |
| サテライト石狩                     | 北海道石狩市         | 函館                 | Aiba石狩（競馬） オートレース石狩（オート）                                    | [ 2 ] |
| 藤崎場外                           | 青森県南津軽郡藤崎町 | 青森（専用場外）     |                                                                                | |
| 青森前売サービスセンター           | 青森県青森市         | 青森（専用場外）     |                                                                                | |
| サテライト六戸                     | 青森県上北郡六戸町   | 青森（専用場外）     | オートレース六戸（オート）                                                     | |
| クラップ石鳥谷                     | 岩手県花巻市         | 青森                 |                                                                                | 2021年4月8日リニューアルオープン 旧サテライト石鳥谷                                                                           |
| サテライト宮城                     | 宮城県柴田郡村田町   | いわき平             | オートレース宮城（オート）                                                     | |
| サテライト秋田                     | 秋田県秋田市         | 青森                 |                                                                                | 2022年6月4日開設 |
| サテライト六郷                     | 秋田県仙北郡美郷町   | 立川                 | オートレース六郷（オート）                                                     | |
| サテライト男鹿                     | 秋田県男鹿市         | 函館                 | オートレース男鹿（オート）                                                     | |
| 郡山場外                           | 福島県郡山市         | いわき平（専用場外） |                                                                                | |
| サテライト会津                     | 福島県喜多方市       | 弥彦                 |                                                                                | |
| サテライト福島                     | 福島県福島市         | いわき平             | ミニボートピア福島（競艇） ニュートラック福島（競馬）                          | |
| クラップかしま                     | 福島県南相馬市       | いわき平             |                                                                                | 2021年7月29日リニューアルオープン 旧サテライトかしま                                                                          |
| サテライトあだたら                 | 福島県二本松市       | いわき平             | オートレースあだたら（オート）                                                 | |
| 関東                               |                      |                      |                                                                                | |
| サテライト水戸                     | 茨城県東茨城郡城里町 | 立川 取手            |                                                                                | |
| サテライトしおさい鹿島             | 茨城県鹿嶋市         | 取手                 | オートレースしおさい鹿島（オート）                                             | |
| 利根西前売サービスセンター         | 群馬県前橋市         | 前橋（専用場外）     |                                                                                | |
| サテライト前橋                     | 群馬県前橋市         | 前橋                 |                                                                                | |
| トーターレボリューションドーム館林 | 群馬県館林市         | 前橋（専用場外）     | オートレース館林場外（オート）                                                 | 正式名称『館林場外車券売場』 2021年4月1日より、ネーミングライツスポンサー変更に伴い『ケイドリームス・ドーム館林』から愛称変更 |
| サテライト花園寄居                 | 埼玉県大里郡寄居町   | 大宮 西武園          | オートレース花園寄居（オート）                                                 | 2021年9月30日開設 |
| ラ・ピスタ新橋                     | 東京都港区           | 京王閣 川崎          | オートレース場外                                                               | 有料・会員制 |
| サテライト双葉                     | 山梨県甲斐市         | 立川                 | ミニボートピア双葉（競艇） ジョイホース双葉（競馬） オートレース双葉（オート） | 通称『複合型場外発売施設「双葉」』                                                                                            |
| サテライト信州ちくま               | 長野県千曲市         | 京王閣               |                                                                                | 2021年9月30日開設 |
| サテライト中越                     | 新潟県長岡市         | 立川                 |                                                                                | |
| サテライト新潟                     | 新潟県新潟市中央区   | 弥彦                 | ミニボートピア新潟（競艇）                                                     | |
| 南関東                             |                      |                      |                                                                                | |
| サテライト成田                     | 千葉県山武郡芝山町   | 千葉                 | f-keiba成田（競馬） オートレース成田（オート）                                 | |
| サテライト市原                     | 千葉県市原市         | 千葉 京王閣          | ボートピア市原（競艇）                                                         | |
| サテライト船橋                     | 千葉県船橋市         | 松戸                 | オートレースふなばし（オート）                                                 | |
| サテライト横浜                     | 神奈川県横浜市中区   | 川崎 小田原 平塚     | オートレース横浜（オート）                                                     | 有料・会員制 |
| 中部                               |                      |                      |                                                                                | |
| サテライト一宮                     | 愛知県一宮市         | 名古屋               |                                                                                | 元一宮競輪場。場外施設化 |
| サテライト岡崎                     | 愛知県岡崎市         | 名古屋               |                                                                                | 2025年5月29日開設 |
| 川越場外                           | 三重県三重郡川越町   | 松阪（専用場外）     |                                                                                | |
| 近畿                               |                      |                      |                                                                                | |
| サテライト湖南                     | 滋賀県湖南市         | 岸和田               |                                                                                | 通称『サテライト湖南コスモス』                                                                                                |
| サテライト大阪                     | 大阪府大阪市中央区   | 岸和田               | オートレース大阪（オート）                                                     | 有料・会員制 |
| サテライト阪神                     | 兵庫県三木市         | 岸和田               | DASHよかわ（競馬） オートレース阪神（オート）                                  | |
| サテライト姫路                     | 兵庫県姫路市         | 大垣                 | オートレース姫路（オート）                                                     | 2018年10月18日開設 施行者は大垣市だが、近畿地区本場の開催も発売                                                               |
| 中国                               |                      |                      |                                                                                | |
| サテライト山陰                     | 島根県松江市         | 玉野                 |                                                                                | |
| サテライト津山                     | 岡山県津山市         | 玉野（専用場外）     |                                                                                | |
| サテライト笠岡                     | 岡山県笠岡市         | 玉野                 | オートレース笠岡（オート）                                                     | |
| サテライト山陽                     | 広島県三原市         | 広島                 |                                                                                | |
| 駅前サービスセンター               | 山口県防府市         | 防府（専用場外）     |                                                                                | |
| サテライト宇部                     | 山口県宇部市         | 防府                 | BAOO宇部（競馬） オートレース宇部（オート）                                    | |
| 四国                               |                      |                      |                                                                                | |
| サテライト観音寺                   | 香川県観音寺市       | 岸和田               | DASH観音寺（競馬）                                                             | 旧観音寺競輪場 |
| サテライト鴨島                     | 徳島県吉野川市       | 小松島（専用場外）   |                                                                                | |
| サテライト徳島                     | 徳島県徳島市         | 小松島               | オートレース徳島（オート）                                                     | [ 12 ] |
| サテライト南国                     | 高知県南国市         | 高知（専用場外）     | オートレース南国（オート）                                                     | |
| サテライト安田                     | 高知県安芸郡安田町   | 高知                 |                                                                                | |
| 二番町前売サービスセンター         | 愛媛県松山市         | 松山（専用場外）     |                                                                                | |
| サテライトこまつ                   | 愛媛県西条市         | 松山                 | オートレースこまつ（オート）                                                   | |
| サテライト西予                     | 愛媛県西予市         | 松山                 | ボートレースチケットショップ西予（競艇） オートレース西予（オート）            | |
| 九州                               |                      |                      |                                                                                | |
| サテライト若松                     | 福岡県北九州市若松区 | 小倉（専用場外）     | 若松競艇場（本場）                                                             | |
| サテライト中洲                     | 福岡県福岡市博多区   | 久留米               | オートレース中洲（オート）                                                     | 有料・会員制 |
| サテライト久留米                   | 福岡県久留米市       | 久留米（専用場外）   |                                                                                | |
| サテライト北九州                   | 福岡県飯塚市         | 久留米               |                                                                                | |
| サテライト武雄                     | 佐賀県武雄市         | 武雄（専用場外）     |                                                                                | |
| サテライト熊本新市街               | 熊本県熊本市中央区   | 熊本                 |                                                                                | |
| サテライト宇土                     | 熊本県宇土市         | 熊本                 | オートレース宇土（オート）                                                     | オートと同時開設 |
| サテライト八代                     | 熊本県八代市         | 熊本                 | オートレース八代（オート）                                                     | 2020年1月30日、オートと同時開設                                                                                               |
| サテライト玉東                     | 熊本県玉名郡玉東町   | 熊本                 |                                                                                | 2021年9月16日開設 |
| サテライト天草                     | 熊本県天草市         | 熊本                 |                                                                                | 2021年9月23日開設 |
| サテライト宇佐                     | 大分県宇佐市         | 別府（専用場外）     |                                                                                | |
| サテライト宮崎                     | 宮崎県宮崎市         | 武雄                 | オートレース宮崎（オート）                                                     | |
| サテライト門川                     | 宮崎県東臼杵郡門川町 | 武雄                 | オートレース門川（オート）                                                     | |
| サテライト三股                     | 宮崎県北諸県郡三股町 | 武雄                 | オートレース三股（オート）                                                     | |
| サテライトみぞべ                   | 鹿児島県霧島市       | 武雄                 | オートレースみぞべ（オート）                                                   | |
| サテライト鹿児島                   | 鹿児島県鹿児島市     | 武雄                 | オートレース鹿児島（オート）                                                   | |
| サテライトきもつき                 | 鹿児島県肝属郡肝付町 | 武雄                 | オートレースきもつき（オート）                                                 | |
| サテライト阿久根                   | 鹿児島県阿久根市     | 熊本                 |                                                                                | |
| サテライト薩摩川内                 | 鹿児島県薩摩川内市   | 武雄                 | オートレース薩摩川内（オート）                                                 | |

## オートレース
他の公営競技が1980年代後半から場外発売場を順次新設して行った中で、オートレース場外車券売場（以下オート場外）の初開設は1999年と遅かった。その後2003年4月〜2012年7月まではオート場外のない状態であったが、現在は競輪場外に併設する形での開設を進めている。なお当初の名称は「アレッグ」 (Auto Race Entrance Gate) であったが、現在は主に「オートレース○○」となっている。

### オート場外一覧
2020年1月時点で開設されている場外車券売場は、下記の通り。全て競輪場外と併設されている。
伊勢崎管理
- オートレース石狩（『サテライト石狩』に併設）
- オートレース六戸（『サテライト六戸』に併設）
- オートレース男鹿（『サテライト男鹿』に併設）
- オートレース宮城（『サテライト宮城』に併設）
- オートレースあだたら（『サテライトあだたら』に併設）
- オートレースふなばし（『サテライト船橋』と併設、2016年3月30日に廃止された船橋本場の代替施設）
- オートレース成田（『サテライト成田』に併設）
- オートレースこまつ（『サテライトこまつ』に併設）
- オートレース西予（『サテライト西予』に併設）
- オートレース館林場外（『館林場外』に併設）

川口管理
- オートレース六郷（『サテライト六郷』に併設）
- オートレースしおさい鹿島（『サテライトしおさい鹿島』に併設）
- ラ・ピスタ新橋オートレース場外発売所（『ラ・ピスタ新橋』に併設、会員制）
- オートレース横浜（『サテライト横浜』に併設、会員制）
- オートレース双葉（『サテライト双葉』に併設）
- オートレース大阪（『サテライト大阪』に併設、会員制）
- オートレース阪神（『サテライト阪神』に併設）
- オートレース徳島（『サテライト徳島』に併設）
- オートレース花園寄居（『サテライト花園寄居』に併設）

浜松管理
- オートレース南国（『サテライト南国』に併設）
- オートレース一宮（『サテライト一宮』に併設）
- オートレース姫路（『サテライト姫路』に併設）

山陽管理
- オートレース宇部（『サテライト宇部』に併設）
- オートレース笠岡（『サテライト笠岡』に併設）
- オートレース山陽（『サテライト山陽』に併設）

飯塚管理
- オートレース中洲（『サテライト中洲』に併設、会員制）
- オートレース宇土（『サテライト宇土』と同時開設）
- オートレース八代（『サテライト八代』と同時開設）
- オートレース宮崎（『サテライト宮崎』に併設）
- オートレース門川（『サテライト門川』に併設）
- オートレース三股（『サテライト三股』に併設）
- オートレースきもつき（『サテライトきもつき』に併設）
- オートレースみぞべ（『サテライトみぞべ』に併設）
- オートレース薩摩川内（『サテライト薩摩川内』に併設）
- オートレース鹿児島（『サテライト鹿児島』に併設）

### 歴史
- オートレースの専用場外発売場は、2024年4月1日時点で35拠点。
- 1999年（平成11年）12月8日 - アレッグ越後開場 ※2003年（平成15年）廃止
- 2012年（平成24年）7月18日 - オートレース川辺開設 ※2018年（平成30年）廃止
- 2012年（平成24年）12月27日 - オートレース双葉開設
- 2013年（平成25年）9月9日 - オートレース横浜開設
- 2013年（平成25年）12月27日 - ラ・ピスタ新橋にオートレース場外発売所が併設される
- 2014年（平成25年）3月21日 - オートレースきもつき開設
- 2014年（平成26年）8月13日 - オートレースみぞべ開設
- 2014年（平成26年）12月23日 - オートレース中洲開設
- 2015年（平成27年）3月14日 - オートレース石狩開設
- 2015年（平成27年）4月4日 - オートレース宮崎開設
- 2015年（平成27年）9月19日 - オートレース六郷開設
- 2015年（平成27年）10月10日 - オートレース男鹿開設
- 2015年（平成27年）12月5日 - オートレース大阪開設
- 2015年（平成27年）12月23日 - オートレース六戸開設
- 2016年（平成28年）2月19日 - オートレース宇部開設
- 2016年（平成28年）4月8日 - オートレースふなばし開設
- 2016年（平成28年）4月16日 - オートレース薩摩川内開設
- 2016年（平成28年）8月7日 - オートレース宮城開設・オートレースあだたら開設
- 2016年（平成28年）8月19日 - オートレースしおさい鹿島開設
- 2016年（平成28年）9月10日 - オートレース大和開設 ※2023年（平成25年）廃止
- 2016年（平成28年）10月19日 - オートレース三股開設
- 2016年（平成28年）10月23日 - オートレース名古屋開設 ※2024年（令和6年）3月31日閉鎖
- 2016年（平成28年）11月2日 - オートレース阪神開設
- 2016年（平成28年）12月3日 - オートレース宇土開設
- 2016年（平成28年）12月9日 - オートレース笠岡開設
- 2017年（平成29年）5月31日 - オートレース成田開設
- 2017年（平成29年）7月22日 - オートレース鹿児島開設
- 2017年（平成29年）12月13日 - オートレース徳島開設
- 2018年（平成30年）3月29日 - オートレース南国開設
- 2018年（平成30年）9月29日 - オートレースこまつ開設
- 2018年（平成30年）9月29日 - オートレース西予開設
- 2019年（平成31年）2月1日 - オートレース門川開設
- 2020年（令和2年）1月30日 - オートレース八代開設
- 2020年（令和2年）7月1日 - オートレース一宮開設
- 2021年（令和3年）10月30日 - オートレース山陽開設
- 2022年（令和4年）8月19日 - オートレース姫路開設
- 2023年（令和5年）4月25日 - オートレース花園寄居開設
- 2023年（令和5年）9月6日 - オートレース館林場外開設

## 休廃止になった場外車券売場

### 競輪
| - 小樽 - 函館第一 - 函館第二 - 五所川原 - 八戸 - 福島 - 会津若松 - 水戸 - 土浦 - 下館 - 古河 - 足利 - 鹿沼 - 高崎 - 伊勢崎 - 相生 - 横須賀 - 川崎 - 平塚 | - 横浜第一 - 横浜第二 - 小田原 - 伊東 - 熱海 - 沼津 - 清水 - 静岡 - 松阪 - 豊橋 - 大和 - 奈良 - 小野田 - 出雲 - 別府 - 中津 - 大分 - 熊本 |

- サテライト釧路（北海道白糠郡白糠町・2002年11月11日閉鎖）
- サテライト朝日（山形県西村山郡朝日町・2005年6月開設、2008年9月30日閉鎖[16])
- 平場外（いわき市。いわき平競輪場・東日本大震災の影響で倒壊の恐れが出たため2011年12月26日閉鎖発表[17]）
- サテライトかのや（鹿児島県鹿屋市・設置会社が破産手続開始したため2010年3月31日閉鎖）
- 江田サービスセンター（徳島県小松島市・2011年10月10日閉鎖）
- サテライト旭川（旭川市・2011年9月17日開設、ホッカイドウ競馬の場外発売所『旭川レーシングセンター』に併設されていたが2012年10月1日営業終了、同年12月1日閉鎖）
- サテライト阿賀野（新潟県阿賀野市・2011年11月26日開設[18]、2016年7月1日発売終了[19]。併設の競艇場外『ミニボートピア阿賀野』は存続）
- 国道前売サービスセンター（香川県観音寺市・旧観音寺競輪場の前売専用施設として1985年8月30日開設。2017年9月30日閉鎖）
- サテライト川辺（鹿児島県南九州市・2014年11月開設、2018年3月31日閉鎖[20]。オートレース川辺」併設）
- サテライト鴨川（千葉県鴨川市・2020年9月29日車券発売終了、同年11月30日閉鎖[21]）
- サテライト長崎（長崎県諫早市・2021年3月21日営業終了[22]）
- ハイビジョンシアター門司（福岡県北九州市門司区・2021年3月31日営業終了[23]）
- サテライト鳥取（鳥取県鳥取市・2021年3月31日営業終了[24]）
- サテライト妙高（新潟県妙高市・2005年開設、2022年4月1日より営業休止[25]、2023年3月31日閉鎖[26]）
- サテライト大和（宮城県黒川郡大和町・2023年3月29日営業終了[27]）
- サテライト名古屋（有料・会員制。愛知県名古屋市中区・2024年3月24日営業終了、3月31日閉鎖[28][29]）
- サテライト松風（北海道函館市・1986年4月13日開設、2025年3月30日営業終了[30]）

### オートレース
- アレッグ越後（堀之内町場外車券売場。新潟県北魚沼郡堀之内町・2003年3月31日廃止。伊勢崎管理）
- オートレース川辺（鹿児島県南九州市・2012年7月開設、2018年3月31日閉鎖[20]。「サテライト川辺」併設）
- オートレース大和（宮城県黒川郡大和町・2016年9月開設、2023年3月31日廃止）
- オートレース名古屋（愛知県名古屋市中区・2016年10月開設、2024年3月31日閉鎖[28]）

## 参考資料
- 函館競輪場事業概要・平成26年度 (PDF)  - 函館市競輪事業部（専用場外・サテライトの区分、管理施行者）